# Ludovico Bidoglio
Ludovico Bidoglio, né le 5 février 1900 à Buenos Aires (Argentine) et mort le 25 décembre 1970, est un footballeur argentin des années 1920. 
Ce défenseur est un des premiers joueurs emblématiques de l'histoire de Boca Juniors.

## Biographie
Vico fait ses débuts au Sportivo Palermo en 1916, d'abord comme attaquant puis comme défenseur. Il y brille rapidement par ses qualités techniques, rares à son poste. Après trois années sous le maillot d'Eureka, entre 1918 et 1921, il rejoint Boca Juniors en 1922, où il s'impose comme un joueur important, au sein d'une équipe qui remporte le championnat amateur en 1923, 1924, 1926 et 1930. Il participe également à la fameuse tournée du club en Europe en 1925.
Dès lors titulaire en équipe nationale, il remporte la Copa América en 1925 et en 1927, puis la médaille d'argent aux Jeux olympiques de 1928.
Bidoglio prend sa retraite en décembre 1931 à la suite d'une blessure subie en match, à l'issue d'une saison qui voit Boca remporter le premier championnat d'Argentine professionnel.

## Palmarès
- Championnat d'Argentine de football
  - Champion en 1923, 1924, 1926, 1930, 1931
- Copa América
  - Vainqueur en 1925 et en 1927
- Jeux olympiques
  - Médaille d'argent en 1928